# Pete Cipollone
Peter M. „Pete“ Cipollone (* 5. Februar 1971 in Marietta) ist ein ehemaliger US-amerikanischer Steuermann im Rudern, der Olympiasieger im Achter und viermaliger Weltmeister war. 
Cipollone hatte bereits 1989 bei den Junioren-Weltmeisterschaften mit dem Vierer mit Steuermann den vierten Platz belegt. In der Erwachsenenklasse gewann Cipollone bei den Ruder-Weltmeisterschaften 1994 Silber mit dem Vierer. Ein Jahr später gewann der amerikanische Vierer die Goldmedaille bei den Ruder-Weltmeisterschaften 1995 mit einer Bootsbesatzung, in der nur noch Cipollone vom Vorjahr übrig geblieben war. 1997 wechselte Cipollone in den US-Achter, der bei den Ruder-Weltmeisterschaften 1997, 1998 und 1999 den Titel gewann. Bei den Olympischen Spielen 2000 konnte der US-Achter seine Siegesserie nicht fortsetzen, sondern erreichte nur den fünften Platz.
Der US-Achter gewann mit Cipollone bei den Ruder-Weltmeisterschaften 2002 Bronze und 2003 Silber. Bei der Olympiaregatta 2004 erkämpfte der US-Achter die Goldmedaille, die erste Goldmedaille für den US-Achter seit 1964. 